# Óxido de fósforo(V)
El compuesto químico óxido de fósforo(V), pentóxido de difósforo, pentaóxido de difósforo u óxido fosfórico, cuya fórmula empírica es P2O5 (141.945 g/mol) y la fórmula molecular P4O10 (283.89 g/mol), es un polvo blanco muy corrosivo y extremadamente higroscópico. Se transporta en envases herméticamente cerrados, y se utiliza para desecar los gases y en síntesis orgánica.
Aproximadamente, su punto de ebullición se encuentra a los 580 °C (unos 853.15 K), y el de fusión, a los 300 °C (unos 573.15 K). Tiene una masa molar aproximada de 283,83 g/mol, y una densidad relativa de 2,39 g/cm3.
Existe cristalizado, amorfo y vítreo. La mezcla de estas tres variedades constituye la denominada "nieve fosfórica".

## Reacción de hidratación
El óxido de fósforo(V) es muy higroscópico. En presencia de poca agua, la reacción de hidratación de este compuesto conduce a la formación de ácido metafosfórico, un ácido incoloro muy corrosivo.

## Riesgos

### Ingestión
- Síntomas: dolor abdominal, diarrea, náuseas, vómitos.
- Precauciones: no comer, beber ni fumar durante el trabajo.
- Primeros auxilios: es importante no provocar el vómito, reposar y someterse a atención médica.[2]

### Inhalación
- Síntomas: sensación de quemazón en la nariz y garganta, tos, jadeo, falta de aire
- Precauciones: ventilación, extracción localizada o protección respiratoria.
- Primeros auxilios: respirar aire limpio, reposo, respiración artificial si estuviera indicado y someter a atención médica.[2]

### Piel
- Síntomas: enrojecimiento, quemaduras cutáneas, dolor.
- Precauciones: llevar guantes protectores, traje de protección.
- Primeros auxilios: aclarar con agua abundante, después quitar la ropa contaminada y aclarar de nuevo y solicitar atención médica.[2]

### Ojos
- Síntomas: enrojecimiento, dolor, quemaduras profundas graves.
- Precauciones: gafas ajustadas de seguridad o pantalla facial o protección ocular combinada con la protección respiratoria.
- Primeros auxilios: enjuagar con agua abundante durante varios minutos (quitar las lentes de contacto si puede hacerse así con más facilidad), después consultar a un médico.[2]

### Peligros químicos
La solución en agua es un ácido fuerte, reacciona violentamente con bases y es corrosiva. El óxido de fósforo(V) en presencia de agua reacciona con metales formando gases inflamables o venenosos (hidrógeno o fosfina).